# DFS 228
DFS 228 là một loại máy bay trinh sát tầng cao trang bị động cơ phản lực, do hãng Deutsche Forschungsanstalt für Segelflug (DFS - "German Institute for Sailplane Flight") thiết kế trong Chiến tranh thế giới II. Đến cuối cuộc chiến, chỉ có 2 mẫu thử không trang bị động cơ được chế tạo.

## Biến thể
DFS 54
Tàu lượn thử nghiệm với buồng lái điều áp, tạo khí oxi, tạo nhiệt và cách nhiệt.
DFS 228
Biến thể trang bị động cơ của DFS 54 với một động cơ đẩy phản lực Walter HWK 109-509.

## Tính năng kỹ chiến thuật (ước tính của DFS 228)
Dữ liệu lấy từ 
Đặc tính tổng quan
- Kíp lái: 1
- Chiều dài: 10,58 m (34 ft 9 in)
- Sải cánh: 17,56 m (57 ft 7 in)
- Diện tích cánh: 30 m2 (320 foot vuông)
- Trọng lượng rỗng: 1,650 kg (4 lb)
- Trọng lượng có tải: 4,200 kg (9 lb)
- Động cơ: 1 × Walter HWK 109-509 , 14,71 kN (3.310 lbf) thrust   trên mực nước biển

16,18 kN (3.637 lbf) tạo độ cao hoạt động
Hiệu suất bay
- Vận tốc cực đại: 900 km/h (559 mph; 486 kn) trên mực nước biển
- Tầm bay: 1.050 km (652 mi; 567 nmi)
- Trần bay: 22.860 m (75.000 ft)
- Trần bay tuyệt đối: 25,000 m (82 ft)